# Indiamba
Indiamba is een geslacht van rechtvleugeligen uit de familie sabelsprinkhanen (Tettigoniidae). De wetenschappelijke naam van dit geslacht is voor het eerst geldig gepubliceerd in 2001 door Rentz.

## Soorten
Het geslacht Indiamba omvat de volgende soorten:
- Indiamba malkini Jin, 1993
- Indiamba quamara Rentz, 2001
- Indiamba wirrawilla Rentz, 2001